# ミヤマミミナグサ
ミヤマミミナグサ（深山耳菜草、学名：Cerastium schizopetalum）は、ナデシコ科ミミナグサ属の多年草。高山植物。

## 特徴
茎は株状になり直立して、高さ10-20cmになる。茎は繊細で、節間に2列の長毛と腺毛が生える。葉は4-6対が対生し、葉身は広線形から線状披針形で、長さ8-20mm、幅1.5-3mmになり、先端は鋭頭、基部に葉柄は無い。葉はやや硬質で、表面の中脈がへこみ、葉に多少毛が生えざらつき、葉縁の基部に長毛が生える。
花期は7-8月。花は白色で径2cm近くになり、まばらな集散花序となり、花数は少ない。花柄は長さ7-20mmになり、腺毛が密生する。萼片は5個で長楕円形になり、長さは3-5mm、先端が鈍形になり草質で外面に腺毛が生える。花弁は5個、倒卵形になり長さ9-12mmで、先端は中2裂し裂片はさらに2-3浅裂する。雄蕊は10個あり、無毛。子房は楕円体で、上部に花柱が5個ある。果実は蒴果で、長さ7-11mmになる。種子は長さ約0.6mmの広卵形で、楕円体状の低い突起がある。染色体数は未算定。

## 分布と生育環境
日本固有種。本州の日光、浅間山、北アルプス、八ヶ岳、南アルプスに分布し、亜高山帯から高山帯の岩礫地、砂礫地などに生育する。

## 名前の由来
和名ミヤマミミナグサは、「深山耳菜草」の意で、矢田部良吉 (1892) が、Miyama-miminagusa,「みやまみゝなぐさ」とした。
種小名（種形容語）schizopetalum は、「分裂した花弁の」の意味。学名：Cerastium schizopetalum は、ロシアの植物学者カール・ヨハン・マキシモヴィッチ (1888) による命名で、タイプ標本は甲斐駒ヶ岳で採集されたものである。

## 種の保全状況評価
国（環境省）、都道府県のレッドデータブック、レッドリストの選定はない。

## 分類
日本に分布するミミナグサ属 Cerastium L. のうち、高山に生育するものに、本種のほか、ホソバミミナグサ（細葉耳菜草、Cerastium rubescens Mattf. var. koreanum (Nakai) E.Miki (1980)、別名、タカネミミナグサ（高嶺耳菜草））がある。本種は、茎に2列の長毛と腺毛が生え、葉はやや硬質で、葉縁の基部に長毛が生え、花弁が多裂するのに対し、ホソバミミナグサは、茎に1列の短毛が生え、葉は軟質で、葉縁に毛が多く、花弁が2裂する。

## ギャラリー

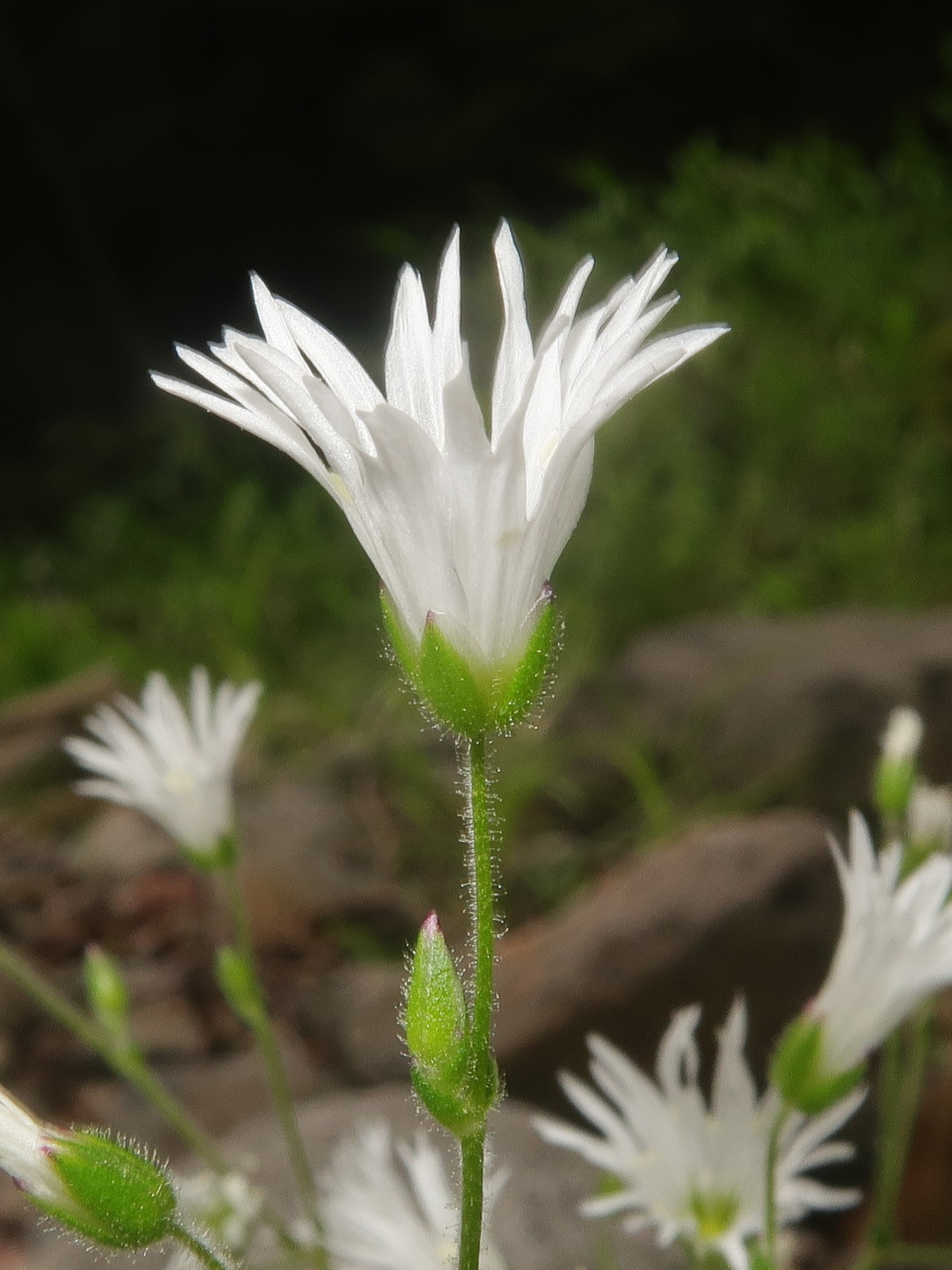
花柄に腺毛が密生する。萼片は5個で、長楕円形になり、先端が鈍形になり、草質で外面に腺毛が生える。
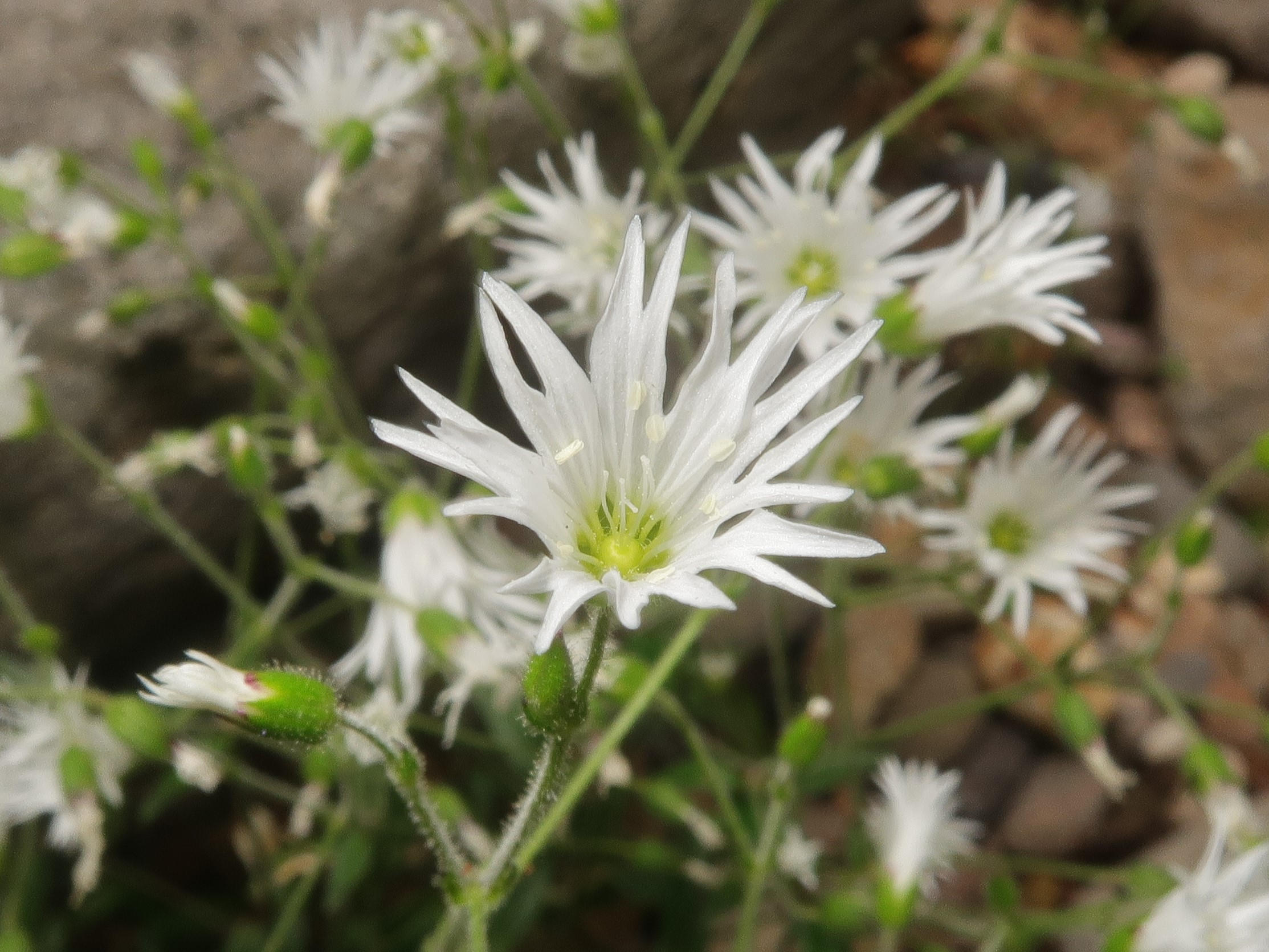
花弁は5個、倒卵形になり、先端は中2裂し、裂片はさらに2-3浅裂する。雄蕊は10個、子房は楕円体で、上部に花柱が5個ある。
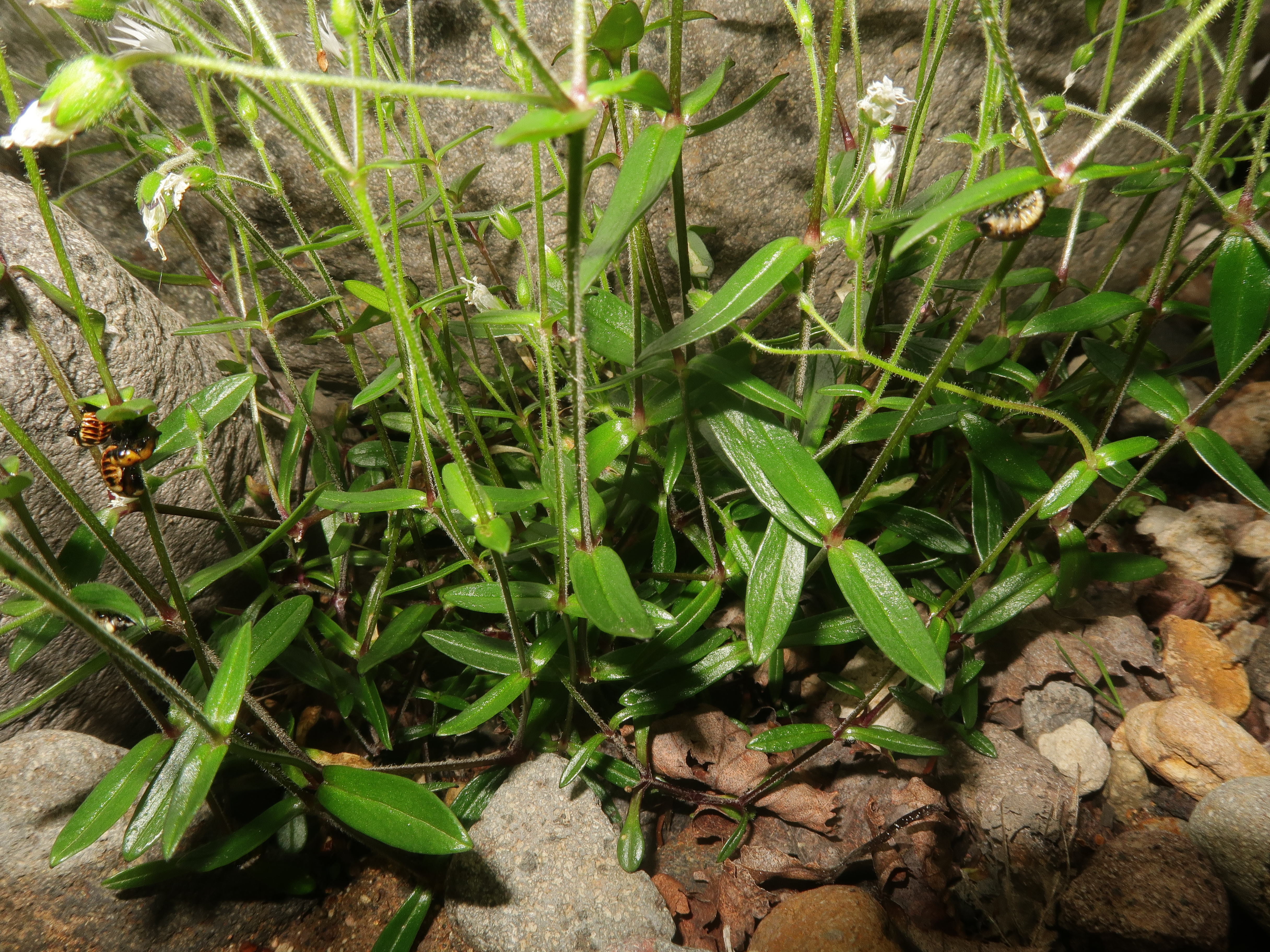
茎の節間に2列の長毛と腺毛が生える。葉は対生し、葉身は広線形から線状披針形で、先端は鋭頭、基部に葉柄は無い。葉の表面の中脈がへこむ。
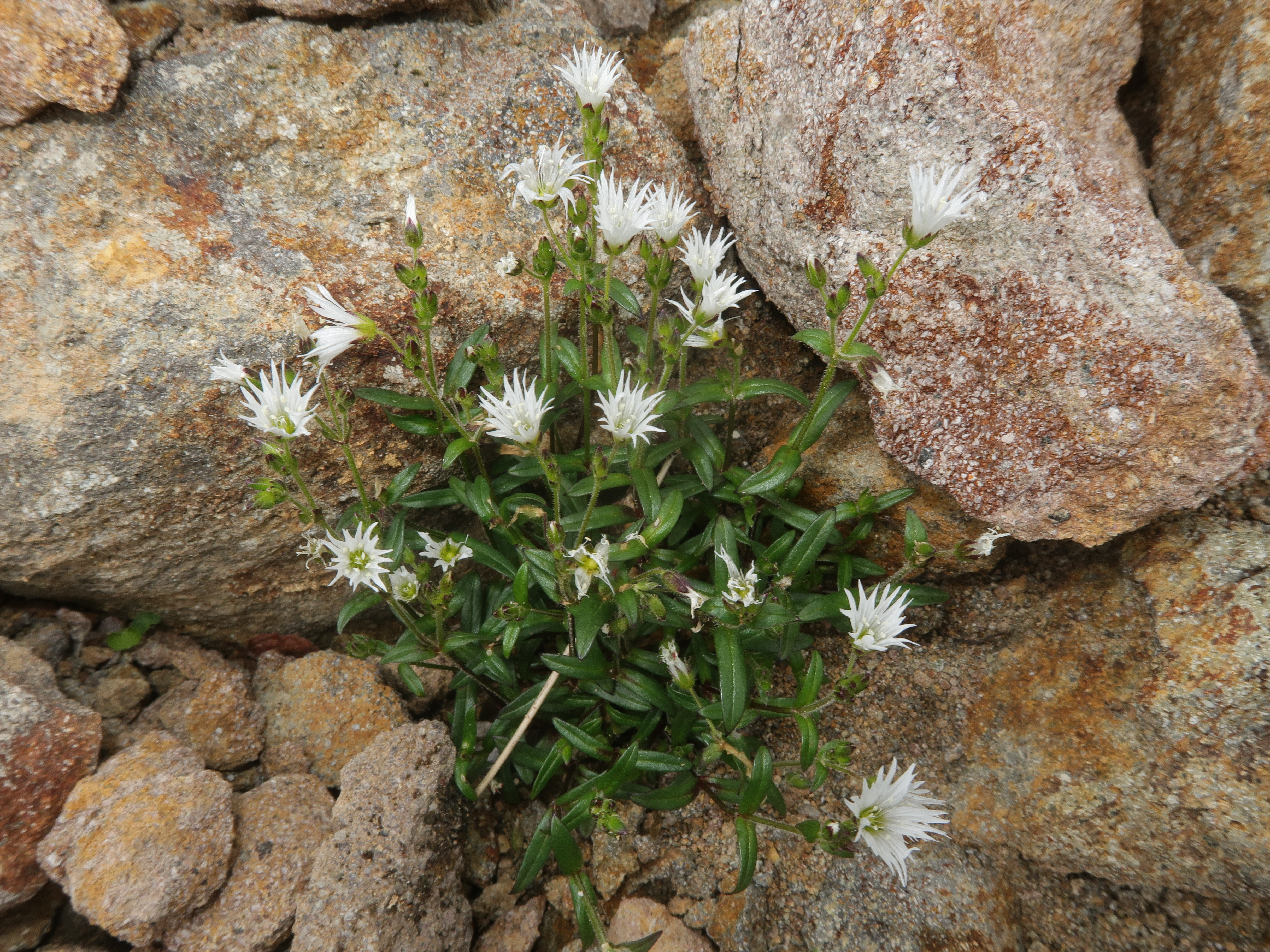
高山帯の岩礫地に生育する。標高2800ｍ近い岩場で。八ヶ岳。

## クモマミミナグサ
下位分類にクモマミミナグサ（雲間耳菜草、学名：Cerastium schizopetalum Maxim. var. bifidum Takeda ex M.Mizush. (1965) 、シノニム：Cerastium schizopetalum Maxim. var. rupicola (Ohwi) S.Akiyama (2006)、別名、クモイミミナグサ）がある。本変種は、ミヤマミミナグサ C. schizopetalum を基本種とする変種である。花期は7-8月。基本種と異なり、花弁が全長の3分の1くらいまで単純に2裂する。
本州の北アルプスの北部の白馬岳から槍ヶ岳・穂高岳に分布する。国（環境省）のレッドデータブック、レッドリストでの選定はなく、都道府県のレッドデータブック、レッドリストの選定は、長野県が絶滅危惧IB類(EN)となっている。